# 維特拉設計博物館
維特拉設計博物館（德語：Vitra Design Museum），或译威察設計博物館，是一座私人博物館，位於德國萊茵河畔魏爾。弗兰克·盖里设计。
維特拉（Vitra）首席執行官Rolf Fehlbaum於1989年成立維特拉設計博物館，作為獨立的私人基金會。維特拉公司提供財政補貼。

## 收藏
維特拉設計博物館收藏品主要是家具和室內設計，以美國設計師查爾斯·伊默斯和蕾·伊默斯及喬治·尼爾森、阿尔瓦尔·阿尔托、弗納·潘頓、迪特·拉姆斯、Jean Prouvé、理查德·胡騰（Richard Hutten）和邁克爾·托內（Michael Thonet）作品為主。維特拉設計博物館是世界上最大的現代家具博物館，包括十九世紀所有時期和風格。
此外，維特拉設計博物館生產工廠、出版物、博物館產品歸檔，恢復、實驗室、圖書館。維特拉設計博物館製作“魯道夫·斯坦納-日常煉金術”巡迴展覽。

## 外部連結
- 維特拉設計博物館 （页面存档备份，存于）
- 維特拉設計博物館在greatbuildings.com （页面存档备份，存于）
- 維特拉設計博物館 （页面存档备份，存于）在古根漢基金會頁面網站

47°36′6″N 7°37′8″E / 47.60167°N 7.61889°E